# Bernard Lassimone
Bernard Lassimone (às vezes também escrito "Lassimonne") foi um matemático francês.

## Biografia
Lecionou para a classe industrial na "Écoles gratuites de dessin, de géométrie et de méchanique", também foi professor de design e diretor desta escola, aproximadamente desde 1825. Em 1828, Lassimone registrou a primeira patente do mundo para um apontador de lápis.